# 山本村 (長野県)
山本村（やまもとむら）は、長野県下伊那郡にあった村。現在の飯田市西部、中央自動車道の飯田山本インターチェンジ周辺にあたる。

## 地理
- 山：三ツ山、二ツ山、水晶山

## 歴史
- 1682年（天和2年） - 竹佐村が高須藩領となり竹佐陣屋が置かれる。
- 寛政年間 - 山本村に旗本近藤氏の山本陣屋が置かれる。
- 1889年（明治22年）4月1日 - 町村制の施行により、山本村・竹佐村・久米村・箱川村の区域をもって発足。
- 1956年（昭和31年）9月30日 - 飯田市・座光寺村・松尾村・竜丘村・三穂村・伊賀良村・下久堅村と合併し、改めて飯田市が発足。同日山本村廃止。

## 交通

### 道路
- 国道153号

現在は旧村域に中央自動車道の飯田山本インターチェンジが所在するが、当時は未開通。